# رابرت امهارت
رابرت امهارت (انگلیسی: Robert Emhardt؛ ۲۴ ژوئیهٔ ۱۹۱۳ – ۲۶ دسامبر ۱۹۹۴) یک هنرپیشه اهل ایالات متحده آمریکا بود.
از فیلم‌ها یا برنامه‌های تلویزیونی که وی در آن نقش داشته است می‌توان به ۱۰ به یوما، عقرب، ساکنان برهوت، گروه اشاره کرد.